# Sonia Pérez
Sonia Pérez Ezquerra (Baracaldo, 1976) es una economista y política española del PSE-EE. En 2019, con la undécima legislatura autonómica del País Vasco, bajo la presidencia del lehendakari Iñigo Urkullu, fue nombrada consejera de Turismo, Comercio y Consumo del Gobierno regional.

## Biografía y trayectoria política
Es licenciada en Economía y Ciencias Políticas por la Universidad del País Vasco. Durante la novena legislatura autonómica, bajo la presidencia de Patxi López y con Gemma Zabaleta al frente de la consejería de Empleo y Asuntos Sociales, fue consecutivamente directora de Trabajo y viceconsejera de Trabajo del Gobierno vasco. En 2018 asume la dirección de Trabajo de la Diputación Foral de Vizcaya. El 28 de febrero de 2019 asume la consejería de Turismo, Comercio y Consumo, tras la marcha del consejero Alfredo Retortillo. En 2020, en la duodécima legislatura, fue sustituida en el cargo por Javier Hurtado.
En las Elecciones al Parlamento Vasco de 2020 fue elegida parlamentaria por el partido socialista para la XII legislatura, cargo que abandona en 2023 para asumir el departamento de Transportes, Movilidad Sostenible y Turismo de la diputación foral de Vizcaya, bajo la presidencia de Elixabete Etxanobe.
| Predecesor: Alfredo Retortillo | Consejera de Turismo, Comercio y Consumo del Gobierno Vasco 2019-2020 | Sucesor: Javier Hurtado |